# Sayed Baqer
Sayed Mahdi Baqer Jaafar Mahdi Naser (Manama, 14 aprile 1994) è un calciatore bahreinita, difensore dell'Al-Naser e della Nazionale bahreinita.

## Carriera

### Nazionale
Con la Nazionale bahreinita ha preso parte alla Coppa d'Asia 2019.